# Закабанная мечеть
Закабанная мечеть, Мечеть 1000-летия принятия Ислама, Мечеть Юбилейная (тат. Кабан арты мәчете) — одна из исторических мечетей Казани.

## История
Мечеть построена в 1924—1926 годах, в честь 1000-летия принятия ислама в Среднем Поволжье ханом Волжской Булгарии Алмушем. Строительство велось на народные средства по проекту инженера-архитектора А. Е. Печникова, разработанному в 1914 году.
Мечеть была закрыта постановлением Президиума ТатЦИКа от 6 февраля 1930 года. В 1991 году возвращена общине верующих.
В 2017 году на здание мечети было признано право собственности Российской Федерации.